# 受取人不明
『受取人不明』（うけとりにんふめい、原題：수취인불명）は、2001年公開の韓国映画。2001年の第58回ベネチア国際映画祭コンペティション部門に出展された。

## ストーリー
1970年代、米軍基地のある韓国のとある村。黒人の米軍兵との混血児であるチャングク（ヤン・ドングン）は犬商人の仕事を手伝いながら、母親と二人で暮らしている。母親はアメリカに帰国したチャングクの父親に息子の写真を同封した手紙を出すが、手紙は「受取人不明」の判を押されて返ってくる。おもちゃの銃で右目を失明したウノク（パン・ミンジョン）は、朝鮮戦争で戦死した父親の年金と母親の内職で生活している。米軍基地内の病院で目を治してもらうため、彼女は高校で英語を勉強している。米軍兵相手の肖像画専門店を営む父をもつチフム（キム・ヨンミン）は、父親の家業を手伝うため高校に通っていない。チフムはウノクに想いを寄せているが、アメリカかぶれの不良少年から学校に通っていないことをバカにされている。

## キャスト
- チャングク：ヤン・ドングン
- ウノク：パン・ミンジョン
- チフム：キム・ヨンミン
- 犬商人ケヌン：チョ・ジェヒョン
- チャングクの母：パン・ウンジン
- チフムの父：ミョン・ゲナム
- ジェームズ：Mitch Mahlum
- 工事現場の監督：ヤン・スンビョン

## 受賞
- 第21回韓国映画評論家協会賞脚本賞：キム・ギドク
- 第39回大鐘賞助演女優賞：パン・ウンジン